# Корнелл (Вісконсин)
Корнелл (англ. Cornell) — місто (англ. city) в США, в окрузі Чиппева штату Вісконсин. Населення — 1453 особи (2020).

## Географія
Корнелл розташований за координатами 45°9′50″ пн. ш. 91°9′1″ зх. д. / 45.16389° пн. ш. 91.15028° зх. д. (45.163801, -91.150398).  За даними Бюро перепису населення США в 2010 році місто мало площу 11,32 км², з яких 9,94 км² — суходіл та 1,38 км² — водойми.

## Демографія
Згідно з переписом 2010 року, у місті мешкало 1467 осіб у 607 домогосподарствах у складі 400 родин. Густота населення становила 130 осіб/км².  Було 670 помешкань (59/км²).
Расовий склад населення:
| - 97,6 % — білих - 0,3 % — корінних американців - 0,3 % — чорних або афроамериканців - 0,2 % — азіатів - 0,1 % — вихідців з тихоокеанських островів |

До двох чи більше рас належало 1,5 %. Частка іспаномовних становила 0,2 % від усіх жителів.
За віковим діапазоном населення розподілялося таким чином: 22,4 % — особи молодші 18 років, 55,3 % — особи у віці 18—64 років, 22,3 % — особи у віці 65 років та старші. Медіана віку мешканця становила 44,0 року. На 100 осіб жіночої статі у місті припадало 94,6 чоловіків;  на 100 жінок у віці від 18 років та старших — 89,8 чоловіків також старших 18 років.
Середній дохід на одне домашнє господарство  становив 46 355 доларів США (медіана — 36 406), а середній дохід на одну сім'ю — 51 072 долари (медіана — 48 500). Медіана доходів становила 41 250 доларів для чоловіків та 32 321 долар для жінок. За межею бідності перебувало 18,5 % осіб, у тому числі 30,7 % дітей у віці до 18 років та 4,1 % осіб у віці 65 років та старших.
Цивільне працевлаштоване населення становило 610 осіб. Основні галузі зайнятості: освіта, охорона здоров'я та соціальна допомога — 25,6 %, виробництво — 22,1 %, роздрібна торгівля — 11,6 %, транспорт — 6,6 %.